# الخط 4 لمترو باريس
الخط 4 لمترو باريس (بالفرنسية: Ligne 4 du métro de Paris) هو الخط الخامس من مجموعة خطوط مترو باريس الستة عشر. يقع في باريس في فرنسا. يربط بين محطة بورت كليونكور ومحطة مبنى بلدية مونروج. طول الخط 12.1 كم، ولديه تقاطعات مع كل خطوط مترو باريس (إلا الخط 3 بيس والخط 7 بيس) وكل خطوط RىR. يعد الخط أيضا ثاني أكثر خط إستعمالا في المجموعة بعد الخط 1، وذلك ب172 مليون مسافر في 2009. يعد الخط أيضا الأول الذي يربط الضفة اليسرى والضفة اليمنى تحت نهر السين وذلك في أشغال مذهلة شهدها قلب العاصمة باريس بين 1905 و1907.

تم تمديد الخط 4 لأول مرة في 23 مارس 2013 وذلك جنوبا إلى مبنى بلدية مونروج في الضواحي الملاصقة للعاصمة. عملية جعل الخط أوتوماتيكي من المقرر انتهائها في 2022.

## المخطط والمحطات

### قائمة المحطات
|                                    | المحطة                    | البلدية                                  | الخطوط والشبكات المتصلة |
| ---------------------------------- | ------------------------- | ---------------------------------------- | ----------------------- |
|                                    | بورت كليونكور             | باريس (الدائرة 18)                       |                         |
| سامبلون                            | باريس (الدائرة 18)        |                                          |                         |
| ماركاديه - بواسونيار               | باريس (الدائرة 18)        |                                          |                         |
| شاتو روج                           | باريس (الدائرة 18)        |                                          |                         |
| بارباس - روشوشوار                  | باريس (الدائرة 9 و10 و18) |                                          |                         |
| غار دو نور                         | باريس (الدائرة 10)        | TER بيكاردي الخطوط الكبرى                |                         |
| غار دو لاست فردان                  | باريس (الدائرة 10)        | TER شامبان - أردان الخطوط الكبرى         |                         |
| شاتو دو                            | باريس (الدائرة 10)        |                                          |                         |
| سترازبورغ سان - دوني               | باريس (الدائرة 2 و3 و10)  |                                          |                         |
| ريومور - سيفاستوبول                | باريس (الدائرة 2 و3)      |                                          |                         |
| إتيان مارسال                       | باريس (الدائرة 1 و2)      |                                          |                         |
| ليه هال                            | باريس (الدائرة 1)         |                                          |                         |
| شاتليه                             | باريس (الدائرة 1 و4)      |                                          |                         |
| سيتيه                              | باريس (الدائرة 4)         |                                          |                         |
| سان ميشال                          | باريس (الدائرة 5 و6)      |                                          |                         |
| أوديون                             | باريس (الدائرة 6)         |                                          |                         |
| سان جيرمان ديه بريه                | باريس (الدائرة 6)         |                                          |                         |
| سان سولبيس                         | باريس (الدائرة 6)         |                                          |                         |
| سان بلاسيد                         | باريس (الدائرة 6)         |                                          |                         |
| مونبارناس - بيانفونو               | باريس (الدائرة 6 و14 و15) | TER سانتر TER باس نورماندي الخطوط الكبرى |                         |
| فافان                              | باريس (الدائرة 6 و14)     |                                          |                         |
| راسباي                             | باريس (الدائرة 14)        |                                          |                         |
| دانفار - روشرو الكولونيل رول تانغي | باريس (الدائرة 14)        |                                          |                         |
| موتون - دوفارنيه                   | باريس (الدائرة 14)        |                                          |                         |
| أليزيا                             | باريس (الدائرة 14)        |                                          |                         |
| بورت دو أورليان الجنرال لوكلير     | باريس (الدائرة 14)        |                                          |                         |
| مبنى بلدية مونروج                  | مونروج                    |                                          |                         |

## سياحة
يخدم الخط 4 كل من المحطات الكبرى غار دو باريس نور وغار دو باريس أست وغار دو باريس مونبارناس. ويمر من عدة أحياء سياحية وأماكن مشهورة في العاصمة، وهي من الشمال إلى الجنوب:
- بورت كليونكور أين يتم تنظيم أكبر سوق للرقائق.
- شاتو روج أين يقع أكبر سوق جهوية لمنتجات خارجية يرتادها الأفارقة بكثرة.
- حي بارباس الشعبي الذي يوجد فيه العديد من المنتجات الموردة.
- جزيرة سيتيه أين تقع كاتدرائية نوتردام دو باري، قصر عدالة باريس، قصر سيتيه، سانت شابال.
- حي سان ميشال وجزء من الحي اللاتيني.
- قصر لوكسمبورغ أين يعمل مجلس الشيوخ الفرنسي وكذلك حدائق لوكسمبورغ.
- حي مونبارناس.
- ساحة دانفار روشرو أين يمكن الوصول إلى سرداب الموتى في باريس.

## مقالات ذات صلة
- تطوير محطات مترو باريس
- قائمة محطات مترو باريس
- النقل العام في إيل دو فرانس
- باريس

## روابط خارجية
- الموقع الرسمي للهيئة الذاتية للنقل في باريس.